# Ляхов, Владимир Платонович
Влади́мир Плато́нович Ля́хов (1869—1920) — российский военачальник, генерал-лейтенант Русской императорской армии (1916).

## Биография
Приписной казак станицы Новосуворовской Кубанской области. Общее образование получил в 1-м Московском кадетском корпусе.
В службу вступил 30 августа 1887 года юнкером рядового звания в 3-е военное Алексеевское училище. Выпущен подпоручиком (старшинство с 10.08.1889) в лейб-гвардии Измайловский полк. Поручик (ст. 10.08.1893).
Окончил Николаевскую академию Генерального штаба (1896; по 1-му разряду). Штабс-капитан гвардии (пр. 1896; ст. 17.05.1896; за отличие). Переименован в капитаны Генерального штаба (ст. 17.05.1896).
8 января 1898 года назначен старшим адъютантом штаба Кавказской кавалерийской дивизии. C 10 апреля 1899 года обер-офицер для поручений при штабе Кавказского военного округа. Цензовое командование ротой отбывал в 3-м Кавказском стрелковом батальоне (26.10.1899-26.10.1900). 5 декабря 1900 года назначен и. д. штаб-офицера для поручений при штабе Кавказского военного округа. 6 декабря произведён в подполковники.
24 марта 1904 года был назначен начальником штаба 21-й пехотной дивизии 3-го Кавказского армейского корпуса. 6 декабря произведён был в полковники. Во время первой русской революции в начале 1906 года командовал карательным отрядом по подавлению крестьянских выступлений в Осетии. 26 января 1906 года по его приказу было обстреляно артиллерийским огнём селение Вольно-Магометанское, жители которого обвинялись в конфликте с местными богатыми землевладельцами Тургановыми и в незаконной порубке леса; при этом ранено и контужено 16 местных жителей разного пола и возраста, из которых 2 умерли. Затем около 100 жителей было арестовано и военно-полевой суд приговорил 15 человек к каторжным работам на срок от 10 до 15 лет, а на село была наложена контрибуцию в размере 60 000 рублей.
С июня 1906 года состоял в распоряжении Главнокомандующего войсками Кавказского военного округа, получив задание направиться в Персию и организовать обучение персидской кавалерии. Командующий Персидской казачьей бригадой в период правления Мозафереддин-шах Каджара, после скоропостижной смерти которого 1 января 1907 года очень непростая политическая ситуация в Тегеране обострилась до предела. Новый шах Мохаммад Али-шах отказался делить власть с меджлисом, на что перед смертью дал согласие его предшественник, в результате страна оказалась на грани военного мятежа. 31 августа 1907 года был убит первый министр Мирза Али, 15 февраля 1908 года в карету самого шаха была брошена бомба, он чудом остался жив.  В июне 1908 года радикально настроенные революционеры-конституционалисты решили силой заставить шаха изменить общественно-политическое устройство Персии.
Не доверяя своим войскам, шах обратился к помощи Ляхова. 9 (22) июня 1908 года шах назначил Ляхова военным губернатором Тегерана, а 10 (23) июня Ляхов объявил город находящимся на военном положении. Руководители оппозиционеров отказались разойтись, а направленный Ляховым для их разгона отряд 11 (24) июня 1908 года, подвергся обстрелу и нападению толпы. В ответ Ляхов приказал окружить и взять под артиллерийский обстрел иранский меджлис, после чего они были захвачены его подчинёнными. В бою убито 20 и ранено 50 солдат Персидской бригады, до 500 сторонников меджлиса. Затем он приказал казнить нескольких лидеров движения конституционалистов. Историки обычно именуют эти события монархическим переворотом в Персии. В знак благодарности Мохаммад Али-шах назначил Ляхова генерал-губернатором Тегерана. Фактически был первым военным советником шаха до его отречения от престола в июле 1909 года, после чего немедленно покинул Персию.
31 июля 1909 года назначен командиром 50-го Белостокского пехотного полка (Севастополь).
С 13 мая 1912 года генерал-майор, начальник войскового штаба Кубанского казачьего войска.
В начале Первой мировой войны он руководил формированием новых кубанских частей, затем был комендантом Михайловской крепости (21.01.1915-22.05.1916). При этом он постоянно привлекался к командованию различными частями Кавказского фронта. Например, в сентябре-октябре 1914 года исполнял должность начальника штаба Кубанско-Черноморского отряда, которому была поручена оборона Черноморского побережья в пределах Черноморской губернии. С конца октября 1914 года — начальник Эриванского отряда, который в ноябре нанёс тяжелое поражение войскам 13-го турецкого армейского корпуса в районе селения Дутах и перевала Клыч-Гядук. С конца ноября 1914 года исполнял должность начальника войск Батумской области, где руководил подавлением аджарско-турецкого мятежа (к середине декабря были разбиты главные силя мятежников, а к середине марта 1915 года завершено очищение от них труднодоступных горных районов Аджарии).
С января 1916 года Ляхов возглавлял Приморский отряд, который сыграл главную роль в ходе успешной Трапезундской операции в январе-апреле 1916 года. С 22.05.1916 года он командовал 39-й пехотной дивизией, которая успешно наступала в ходе Эрзинджанской операции и взяла город Эрзинджан.
С марта 1917 года — командир 1-го Кавказского армейского корпуса (временно исполнял должность его командира ещё осенью 1916 года). Во время бурной вооружённой борьбы за власть в Закавказье после Октябрьской революции и полного развала Кавказского фронта генерал-лейтенант Ляхов вместе со штабом 1-го Кавказского корпуса 9 февраля 1918 года добрался до Тифлиса. Там он 4 июня 1918 года отдал последний приказ о расформировании корпуса, уже фактически прекратившего своё существование в условиях начавшейся гражданской войны.
Осенью 1918 года примкнул к Белому движению, приняв личное предложение от А. И. Деникина. В октябре 1918 года возглавил сводный белый отряд, действовавший на Владикавказской железной дороге. С 15 ноября 1918 года — командир 3-го армейского корпуса Добровольческой армии. Весь декабрь его корпус вёл ожесточённые бои с 11-й армией красных, сумев в итоге сломить её сопротивление и в конце месяца занять Ессентуки и Кисловодск. Ударной силой корпуса Ляхова была 1-я Кавказская казачья дивизия генерал-майора А. Г. Шкуро. 20 января 1919 года войска Ляхова вынудили красных оставить Пятигорск.
После занятия Терека 23 января 1919 года был назначен главнокомандующим ВСЮР  командующим войсками Терско-Дагестанского края и главноначальствующим Терско-Дагестанским краем. В обстановке дальнейших боевых действий не сумел справиться с задачами «умиротворения края» и устройства нормального функционирования северо-кавказского тыла ВСЮР, не подавив партизанское движение большевиков и к тому же вступив в конфликт с горскими (чеченскими, ингушскими и иными) формированиями.
В итоге 29 апреля 1919 года был снят с должности, зачислен в резерв чинов Добровольческой армии. Летом 1919 года уволен с военной службы, удалился от дел и поселился в предместье Батума, который в то время находился под управлением английской оккупационной администрации. В результате нападения, организованного местной нелегальной большевистской организацией под руководством Нестора Лакобы, был смертельно ранен днём 30 апреля (13 мая) 1920 года на одной из улиц Батума шестью выстрелами из револьвера. Ночью он умер в больнице.

## Награды
- Орден Св. Станислава 3-й ст. (1899)
- Орден Св. Анны 3-й ст. (1904)
- Орден Св. Станислава 2-й ст. (1906)
- Орден Св. Владимира 4-й ст. (1907)
- Орден Св. Владимира 3-й ст. (29.03.1909)
- Орден Св. Станислава 1-й ст. (06.05.1913 18.08.1913)
- *рден Св. Анны 1-й ст. с мечами (11.10.1915)
- Георгиевское оружие (ВП от 01.02.1917)